# Mistrovství světa v zápasu řecko-římském 1950
Mistrovství světa v zápasu řecko-římském proběhlo v Stockholmu, Švédsko v roce 1950. 

## Výsledky
| Kategorie | Zlato            | Stříbro      | Bronz              |
| --------- | ---------------- | ------------ | ------------------ |
| do 52 kg  | Bengt Johansson  | Ali Yücel    | Mohamed Abdelhamid |
| do 57 kg  | Mahmoud Hassan   | Halil Kaya   | Pietro Lombardi    |
| do 62 kg  | Olle Anderberg   | Safi Taha    | El-Sayed Kandil    |
| do 67 kg  | József Gál       | Gustav Freij | Tevfik Yücel       |
| do 73 kg  | Matti Simanainen | Celal Atik   | Gösta Andersson    |
| do 79 kg  | Axel Grönberg    | Ali Özdemir  | Gyula Németi       |
| do 87 kg  | Muharrem Candaş  | Gyula Kovács | Trygve Andersen    |
| +87 kg    | Bertil Antonsson | Gyula Bóbis  | Adil Candemir      |